# Guxhagen
Guxhagen è un comune tedesco di 5 481 abitanti situato nel land dell'Assia.
Il suo territorio è bagnato dalle acque del fiume Fulda.

## Geografia

### Posizione geografica
Guxhagen si trova a 12,5 km (in linea d'aria) a sud del centro di Kassel, tra il parco geo-naturale Frau-Holle-Land, vicino al confine comunale, e il piuttosto distante Naturpark Habichtswald (a nord-ovest). Nel paese lo Schwarzenbach sfocia nel Fulda; L'Eder sfocia in quest'ultimo al confine comunale occidentale con Edermünde.

### Comunità attigue
Guxhagen confina a nord-ovest con il comune di Baunatal, a nord con il comune di Fuldabrück, a nord-est e ad est con il comune di Söhrewald (tutti e tre nel distretto di Kassel), a sud con il comune di Körle, a a sud-ovest con la città di Felsberg e ad ovest, con il Fulda e l'Eder come confine, con il comune di Edermünde (tutti e tre nel distretto di Schwalm-Eder).

### Struttura comunitaria
Il comune di Guxhagen è costituito da questi distretti locali:
- Albshausen
- Büchenwerra
- Ellenberg
- Grebenau
- Guxhagen
- Wollrode
- Breitenau

## Storia

### Panoramica

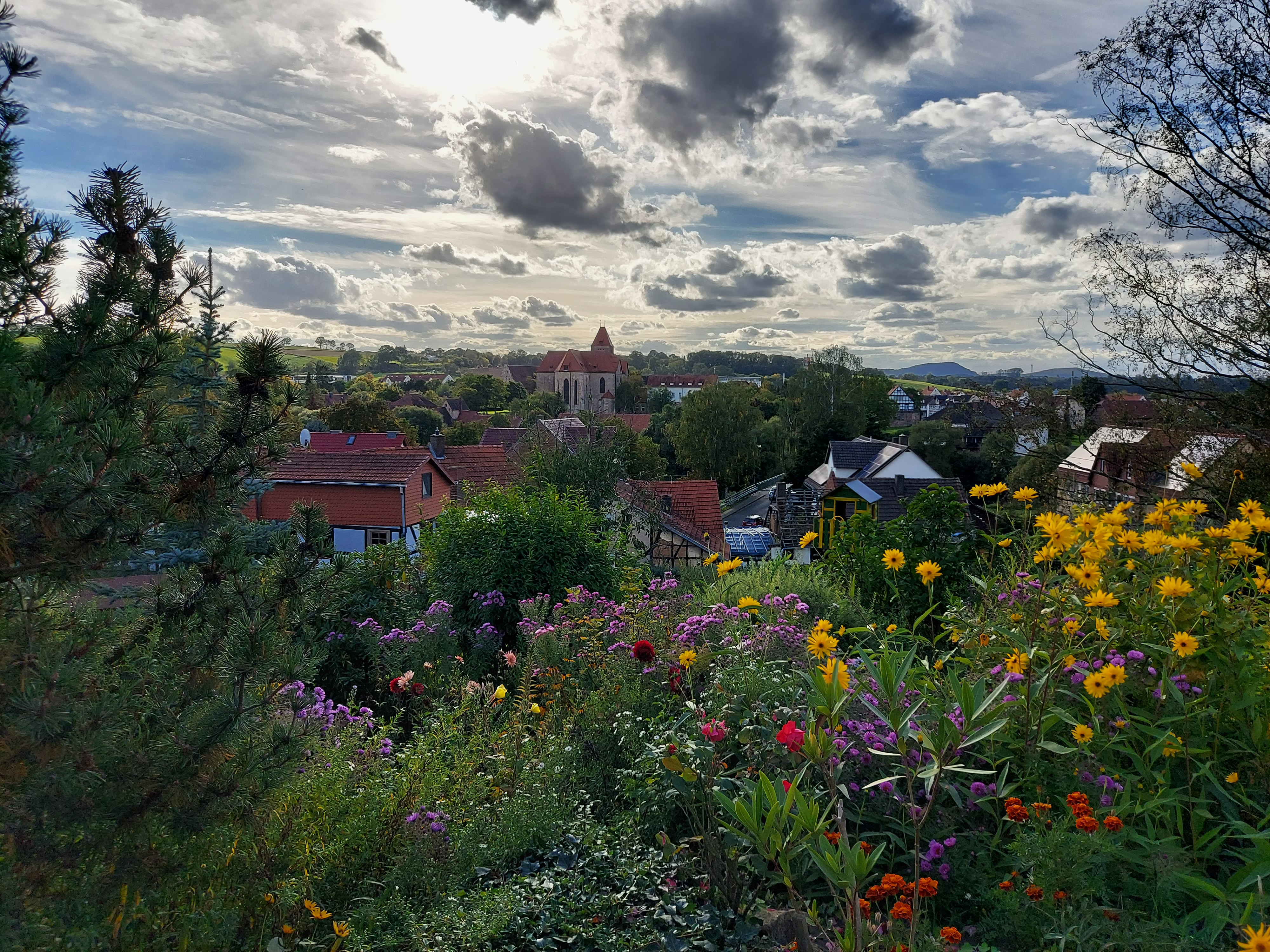
Guxhagen vista dalla stazione ferroviaria, sullo sfondo il monastero di Breitenau.

L'insediamento della zona risale al Neolitico. A Ellenberg sono stati rinvenuti due menhir decorati precristiani del 1800 a.C.
Per secoli Guxhagen rimase all'ombra del monastero di Breitenau, fondato a Breitenau nel 1113 dal conte dell'Assia Werner IV, della contea di Maden, e da sua moglie Gisela. Nel 1119 il futuro abate Drutwin e altri dodici monaci benedettini del monastero di Hirsau nella Foresta Nera si trasferirono nei primi edifici del monastero nella “Breite Aue”. Il periodo di massimo splendore del monastero iniziò probabilmente a metà del XII secolo e terminò all'inizio del XIV secolo. A quel tempo possedeva i villaggi di Guxhagen, Ellenberg e Büchenwerra, nonché proprietà e rendite in quasi 100 altre località. Successivamente ci furono rimostranze e il monastero perse nuovamente le sue proprietà. Il collegamento con la Congregazione di Bursfeld nel 1497 portò un altro breve boom per il monastero, che terminò poi con l'introduzione della Riforma nel Langraviato d'Assia. Un anno dopo il Sinodo di Homberg, il monastero fu sciolto nel 1527. Divenne proprietà della camera del langravio Filippo I. Il priore precedente, Theobald Zabel (Cabel), divenne il primo pastore protestante a Breitenau, responsabile dell'attuale Guxhagen protestante.
La città di Guxhagen fu menzionata per la prima volta in un documento datato 20 aprile 1352 come Kukushayn (Bosco del Cuculo). Un abitante del villaggio di Kukushayn, Werner detto "Ruchfuz" (piede di gallina), consegnò uno "hubel" (diritto di proprietà) nella zona di Buchenwerde (Büchenwerra) con tutti i suoi annessi al monastero di Breydenowe (Breitenau). L'ortografia del nome del villaggio è cambiata nel tempo: Kukushayn (1352), Guckishain (1357), Guckeshain (1399), Guczhan (1415), Kuckshain (1445), Guxhaene (1500), Guxgeshagen (1525), Guxhain (1579) 1697) e infine l'attuale nome di Guxhagen (1579). Il 22 luglio 1357 fu risolta una disputa sulla giurisdizione su Guxhagen ed Ellenberg, che erano di proprietà del monastero di Breitenau. Il langravio Enrico II d'Assia e suo figlio Ottone concordarono con l'abate Reinhard del monastero che la giurisdizione di sangue valesse per entrambi i luoghi, con il monastero nelle mani del langravio. Si incontrarono poi a Guxhagen con l'abate del monastero per lasciargli mantenere la giurisdizione inferiore; questa regolamentazione fu successivamente applicata anche a Büchenwerra quando il luogo divenne più o meno completamente proprietà del monastero di Breitenau.
Nel 1513 venne costruita una cappella vicino all'Oberhof. Con lo scioglimento del monastero di Breitenau nell'ottobre del 1527 Guxhagen divenne una comunità indipendente. Le prime notizie sul numero degli abitanti risalgono all'anno 1579. A quel tempo erano presenti 74 famiglie. Una scuola viene menzionata per la prima volta nel 1596.
Durante la Guerra dei Trent'anni nel 1626, il piccolo castello di Guxhagen, probabilmente costruito nel XIII o XIV secolo, andò distrutto e l'ex monastero sull'altra sponda fu saccheggiato dalle truppe del generale Johann Tserclaes von Tilly. Durante il saccheggio furono rubate tre campane della chiesa e la biblioteca. Saccheggi e distruzioni ebbero luogo anche nella stessa Guxhagen. Dal 1637 al 1640 i cavalieri croati guidati da Isolani invasero la zona. Quando le truppe di Ottavio Piccolomini invasero il monastero nel 1640, sul terreno del monastero rimasero solo la chiesa, la cappella e gli edifici in pietra. Tutti gli altri edifici vennero bruciati. Gli ex edifici del monastero fungsero allora da scuderie e granai.
La distruzione tornò durante la Guerra dei sette anni dal 1756 al 1763. Metà della foresta comunitaria di Hundsforth fu abbattuta e bruciata. Alcune parti del complesso monastico e dei ponti furono distrutti.

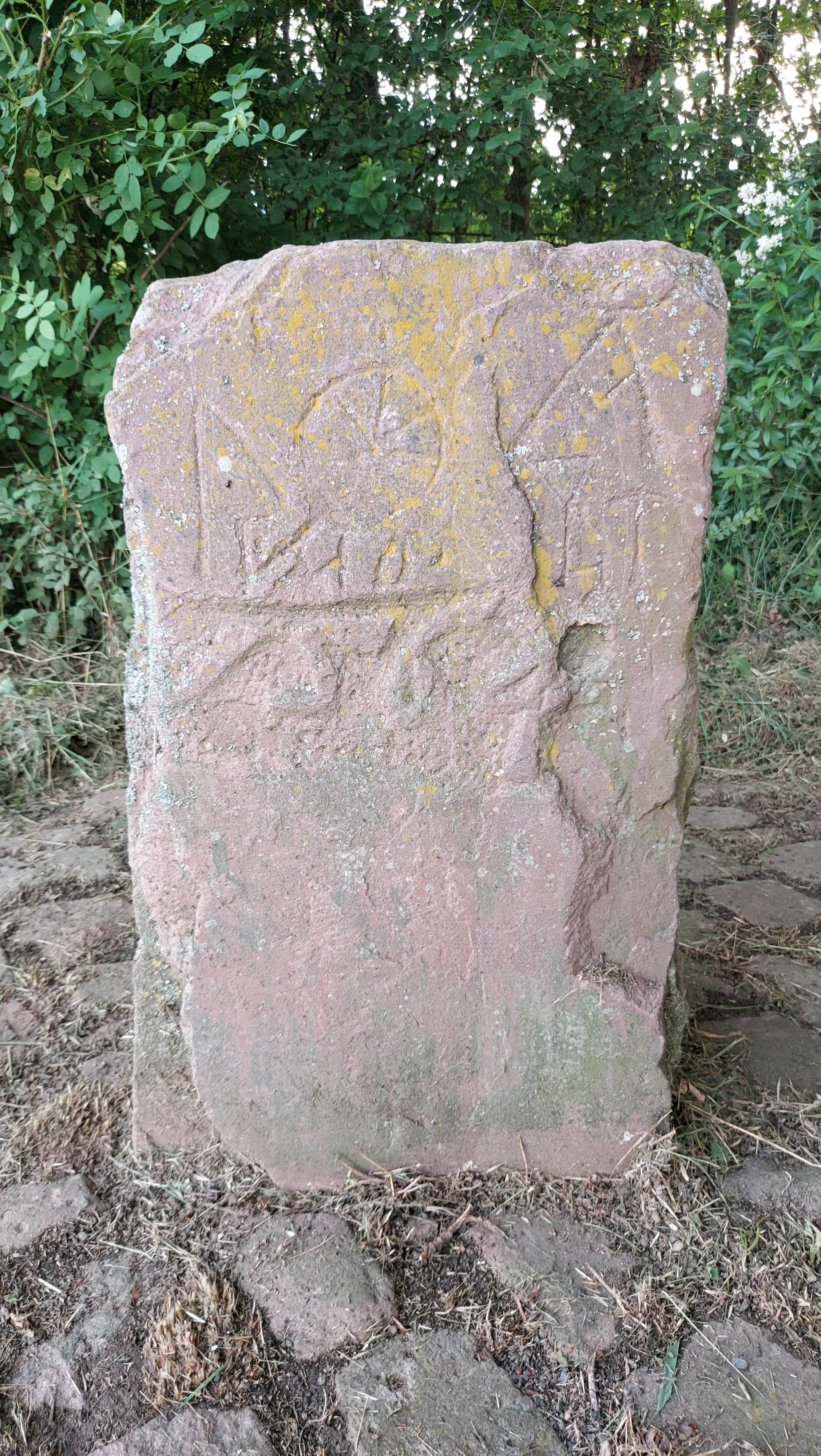
Märkerstein, 1564. Gli attrezzi agricoli sono mostrati accanto all'anno.

Dal 1840 in poi furono asfaltate le strade per i paesi vicini. La costruzione della linea ferroviaria (Ferrovia Main-Weser) iniziò il 1 luglio 1845. Fu assunto l'ingegnere belga Frans Splingard per dirigere i lavori. Per prima cosa iniziò la costruzione del tunnel (433 m) attraverso lo Stiegberg. Nel 1846 nella costruzione della ferrovia furono impiegati 7.000 operai. Il 18 settembre 1848 entrò in funzione la linea tra Guxhagen e Bebra. La strada per Kassel-Wilhelmshöhe fu aperta solo il 19 dicembre 1849 a causa della costruzione del ponte a Guntershausen. Inizialmente il traffico ferroviario correva su un solo binario. Il secondo binario venne costruito nel 1873-1874.
Nel 1871, durante la guerra franco-prussiana, 750 prigionieri di guerra francesi furono imprigionati nel monastero di Breitenau. Dal 1874 al 1949 il sito ospitò un istituto penitenziario e un ricovero per poveri rurale, ovvero una casa di lavoro. 
Nel 1883-1884 fu costruito il ponte di Fulda tra i quartieri di Guxhagen. Prima della costruzione del ponte di Fulda, le due parti della città erano collegate da un servizio di traghetti e da un guado. Nel 1890 la comunità ebbe la sua prima farmacia. La costruzione della condotta idrica iniziò intorno al 1900. Nel 1914, fu costruito un nuovo mulino nei pressi del monastero di Breitenau, che dal 1916/17 produsse elettricità con due turbine e fornì elettricità non solo a Breitenau, ma anche all'altra parte di Guxhagen fino agli anni '20.
Dal 1935 al 1937 ebbe luogo la costruzione della Reichsautobahn, l'attuale Bundesautobahn 7. Tuttavia, Guxhagen non ottenne un incrocio autostradale ufficiale fino al 20 dicembre 1973. Quando i primi carri armati americani si avvicinarono la mattina presto del 31 marzo 1945, i genieri tedeschi fecero saltare il ponte autostradale sul Fulda e anche il ponte di Guxhagen. Nel paese vennero costruite prima una passerella pedonale provvisoria e poi un ponte provvisorio in legno sul fiume, sostituito solo alla fine del 1953 da un nuovo ponte.

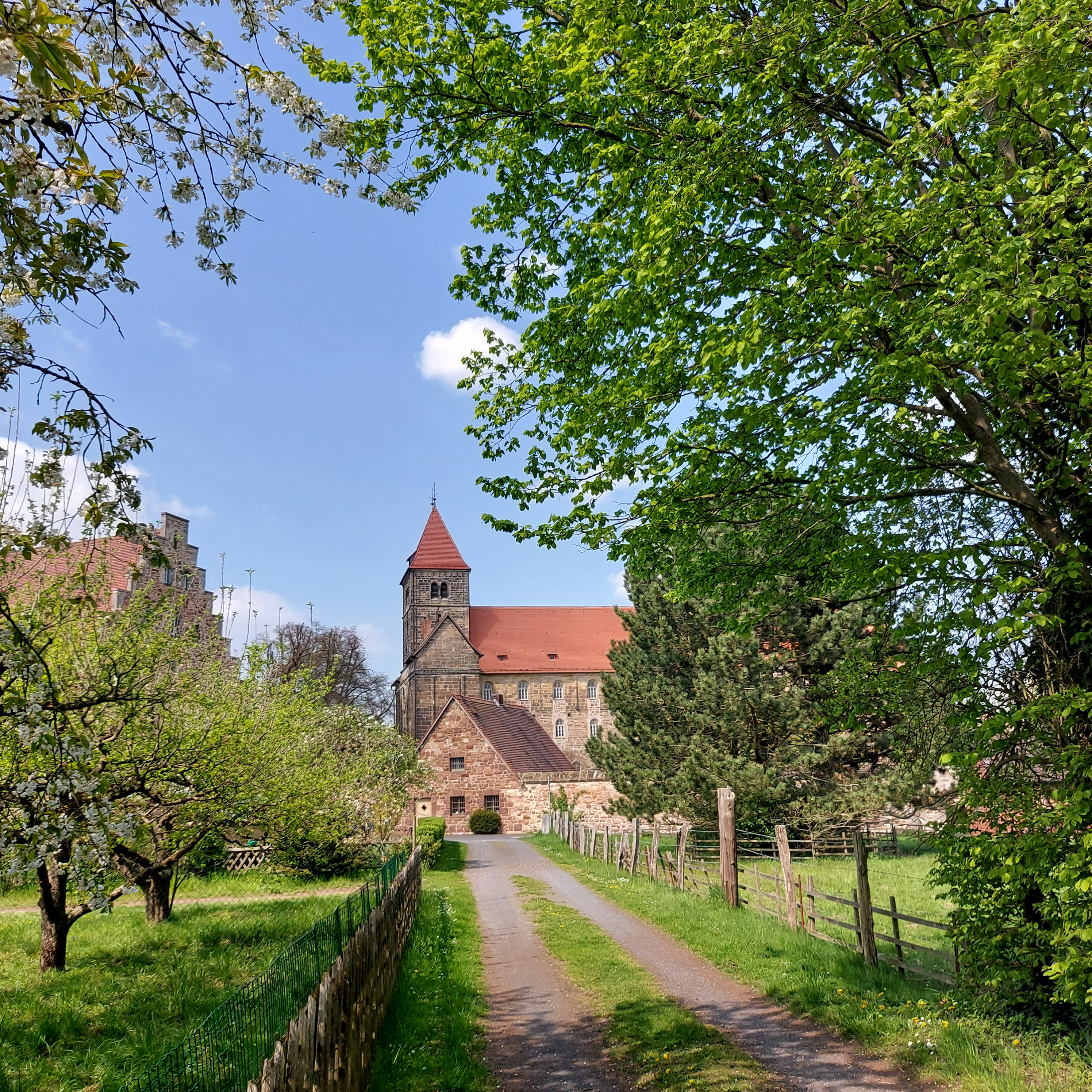
Parti del complesso monastico di Breitenau, la chiesa al centro, il memoriale del campo di concentramento di Breitenau è sulla sinistra.

Il Memoriale di Breitenau commemora l'ex campo di concentramento di Breitenau (1933-1934) e il campo di istruzione e lavoro (1940-1945). Si trova nell'ex granaio delle decime del monastero, sul sito dell'attuale ospedale psichiatrico. Circa uno su cinque degli oltre 8.000 prigionieri del campo di concentramento di Breitenau venne deportato nei campi di concentramento delle SS. Infine, sul Fuldaberg, non lontano dal campo di Breitenau, nella notte tra il 29 e il mattino presto del 30 marzo 1945 (tra Giovedì Santo e Venerdì Santo) – un giorno prima dell’invasione delle truppe americane – 28 prigionieri furono assassinati da un plotone di esecuzione della Gestapo di Kassel.
Nel 1964/65 venne costruita la scuola centrale, che nel 1971 venne trasformata in una scuola media superiore integrata . Nel 1971/72 venne costruito il primo asilo. Guxhagen ricevette una grande palestra nel 1985. Con la costruzione della circonvallazione nel 1980/82, fu costruito un nuovo ponte sul Fulda, a sud del complesso monastico, e una strada per il cimitero di Guxhagen, che collega le città di Grifte, Guxhagen e Körle. Nel 1990 fu completato il tratto dal cimitero a Stiegberg. La linea ferroviaria ad alta velocità ICE (Hannover-Fulda) è stata costruita tra il 1986 e il 1991 in direzione ovest tra Guxhagen e Wollrode.

### Comunità ebraica
Prima dell'Olocausto, la percentuale di ebrei nella popolazione di Guxhagen era del 10-12%. La prima menzione di residenti ebrei risale al 1680. Nel 1744, a diversi ebrei fu concesso il diritto di vivere nella città e di commerciare beni senza corporazione. Il cimitero ebraico della città risale al 1809. Nel 1823 nella Untergasse venne costruita la sinagoga ancora oggi esistente, il cui edificio fungeva anche da scuola ebraica. Durante questo periodo, gli abitanti ebrei lavoravano come commercianti di bestiame, pellicce e prodotti manifatturieri, ma svolgevano anche attività artigianali come macellai, sarti, ramai e sellai. Nel 1933 a Guxhagen vivevano 158 ebrei. Nel 1935 gli ebrei vennero esclusi dal circolo sportivo e nel 1936 la sinagoga venne chiusa. Durante la notte del pogrom del 1938, l'interno della sinagoga fu distrutto. L'edificio è stato acquistato dal comune di Guxhagen. Alcuni ebrei vennero imprigionati nel campo di Breitenau, da dove vennero deportati nel campo di concentramento di Buchenwald. I restanti residenti ebrei, che non si erano trasferiti né erano emigrati, furono deportati in vari campi di concentramento e sterminio, dove almeno 85 di essi furono assassinati.

### Incorporazioni
Il 1° febbraio 1971, nell'ambito della riforma amministrativa dell'Assia, i comuni precedentemente indipendenti di Albshausen, Büchenwerra, Ellenberg e Wollrode furono volontariamente incorporati a Guxhagen come distretti. Il 1º marzo 1971 fu aggiunto Grebenau. Per ciascuno dei comuni incorporati e per il comune centrale, secondo il Codice municipale dell'Assia, è stato formato un distretto locale con un consiglio e un sindaco locali.

### Panoramica della storia statale e amministrativa
L'elenco seguente mostra gli stati e le unità amministrative a cui apparteneva Guxhagen:
- prima del 1567: Sacro Romano Impero, Langraviato d'Assia, Bassa Assia, Amt Melsungen
- dal 1567: Sacro Romano Impero, Langraviato d'Assia-Kassel, Bassa Assia, Amt Melsungen
- 1787: Sacro Romano Impero, Langraviato d'Assia-Kassel, Bassa Assia, Amt Melsungen
- dal 1806: Langraviato d'Assia-Kassel, Amt Melsungen
- 1807–1813: Regno di Vestfalia, Circondario di Fulda, Distretto di Kassel, Cantone di Körle
- dal 1815: Elettorato dell'Assia, Amt Melsungen
- dal 1821: Elettorato dell'Assia, Provincia della Bassa Assia, Circondario di Melsungen
- dal 1848: Elettorato dell'Assia, distretto di Hersfeld
- dal 1851: Elettorato dell'Assia, Provincia della Bassa Assia, Circondario di Melsungen
- dal 1867: Regno di Prussia, Provincia di Assia-Nassau, Distretto amministrativo di Kassel, Circondario di Melsungen
- dal 1871: Impero tedesco, Regno di Prussia, Provincia di Assia-Nassau, Distretto amministrativo di Kassel, Circondario di Melsungen
- dal 1918: Impero tedesco, Stato libero di Prussia, Provincia dell'Assia-Nassau, Distretto amministrativo di Kassel, Circondario di Melsungen
- dal 1944: Reich tedesco, Stato libero di Prussia, Provincia di Kurhessen, Circondario di Melsungen
- dal 1945: Reich tedesco, zona di occupazione americana, Grande Assia, distretto amministrativo di Kassel, distretto di Melsungen
- dal 1946: Reich tedesco, zona di occupazione americana, Assia, distretto amministrativo di Kassel, distretto di Melsungen
- dal 1949: Repubblica Federale di Germania, Assia, distretto amministrativo di Kassel, distretto di Melsungen
- dal 1972: Repubblica Federale di Germania, Assia, distretto amministrativo di Kassel, distretto di Schwalm-Eder

## Popolazione

### Struttura della popolazione nel 2011
Secondo il censimento del 2011, il 9 maggio 2011, Guxhagen aveva una popolazione di 5.264 abitanti. Di questi, 98 (1,9%) erano cittadini stranieri, di cui 53 provenienti da altri paesi dell'UE, 21 da altri paesi europei e 24 da altri stati. (Entro il 2020, la percentuale di cittadini stranieri era aumentata al 5,6%.) Per età, 886 residenti avevano meno di 18 anni, 2.157 avevano un'età compresa tra 18 e 49 anni, 1.227 avevano un'età compresa tra 50 e 64 anni e 993 erano più anziani. I residenti vivevano in 2.342 famiglie. Di queste, 630 erano nuclei familiari composti da una sola persona , 687 erano coppie senza figli, 787 erano coppie con figli, così come 208 genitori single e 30 vivevano in appartamenti condivisi. 435 nuclei familiari erano abitati esclusivamente da anziani e 1605 nuclei familiari non erano abitati da anziani.